# Luka Marić
Luka Marić (Pola, 25 aprile 1987) è un calciatore croato, difensore dell'Opatija.

## Palmarès

### Club

#### Competizioni nazionali
- Coppa di Croazia: 1

Rijeka: 2013-2014
- Cupa Ligii: 1

Dinamo Bucarest: 2016-2017
- Supercoppa di Polonia: 1

Arka Gdynia: 2018
- Druga nogometna liga: 1

Opatija: 2023-2024